# Grammia dahurica
Grammia dahurica är en fjärilsart som beskrevs av Augustus Radcliffe Grote och Robinson 1868. Grammia dahurica ingår i släktet Grammia och familjen björnspinnare. Inga underarter finns listade i Catalogue of Life.